# 팔미라 (콜롬비아)

팔미라의 위치

팔미라(스페인어: Palmira)는 콜롬비아 바예델카우카주의 도시로 면적은 1,123km2, 높이는 1,001m, 인구는 245,109명(2012년 기준), 인구 밀도는 220명/km2이다. 칼리에서 동쪽으로 27km 정도 떨어진 곳에 위치한다.